# Dschamal ad-Din Muhammad
Dschamal ad-Din Muhammad (arabisch جمال الدین محمد, DMG Ǧamāl ad-Dīn Muḥammad; † 1140) war ein Emir von Damaskus aus der Dynastie der Buriden. Er war einer der Söhne des Tadsch al-Muluk Buri († 1132).
Als jüngster Sohn hatte Muhammad noch von seinem Vater Baalbek als Apanage erhalten. Nach der Ermordung seines Bruders Schihab ad-Din Mahmud im Juni 1139 hat er die Herrschaft in Damaskus übernommen. Die Situation hat sofort der Erzfeind der Buriden, Zengi, ausgenutzt und schon im Juli 1139 Baalbek erobert. Im November desselben Jahres hat er Damaskus direkt angegriffen, aber der Wesir Unur hat ein Bündnisvertrag mit König Fulko von Jerusalem abschließen können, worauf sich Zengi nach Aleppo zurückgezogen hat.
Muhammad ist schon im März/April 1140 gestorben. Sein Sohn Mudschir ad-Din Abaq folgte ihm nach.